# Trutklipporna
Trutklipporna,  är en grupp holmar utanför Karleby kommun i landskapet Mellersta Österbotten i Finland, vid Kvarken. 
Södra Trutklippan utfärdshamn finns vid öarna med fina klippor och hamnen kan användas som rastplats.